# Petruskerk (Sloterdijk)
De Petruskerk is een protestantse kerk in het voormalige dorp Sloterdijk, nu deel van Amsterdam-West.

## Geschiedenis
De oudste vermelding van een kerk in Sloterdijk dateert van 1405/1406. Op 24 maart 1479 kwamen bovendien de opbrengsten van de rijke visvangst uit het Slootermeer voortaan ten goede aan de Sint-Petruskerk van Sloterdijk. Deze kerk dateerde waarschijnlijk van omstreeks 1400. Na een mislukte aanval op van Amsterdam door geuzenaanvoerder Lumey werd de kerk in 1572 verwoest door de Geuzen. Na provisorisch herstel worden er vanaf de alteratie van 1578 voortaan Protestantse diensten gehouden en de kerk werd omgedoopt in Petruskerk. De eerste predikant voor Sloten en Sloterdijk trad aan in 1580.
In 1663 werd de Petruskerk op het initiatief van de kerkmeester Jan Claesz van Dijk, krachtig gesteund door de ambachtsheer van Sloterdijk, Cornelis de Graeff, herbouwd. De kerk werd op 19 juli 1664 in gebruik genomen. De 15e-eeuwse kerktoren werd in het gebouw opgenomen. De kerk is tegenwoordig nog steeds in deze vorm te bewonderen. Rond de kerk zijn vanaf de 17e eeuw diverse monumentale graftombes gebouwd, die deels nog aanwezig zijn. Na de droogmaking van de Sloterdijkermeerpolder in 1644 vielen de polderopbrengsten toe aan de kerk.
De bouw van de nieuwe spoorweghalte Sloterdijk in 1956 en de aanleg van de Coentunnelweg en de bedrijventerreinen in het Westelijk Havengebied in de jaren zestig leidden bijna tot de ondergang van het gehele dorp. Uiteindelijk bleef de historische Petruskerk met het kerkhof en enkele huizen eromheen gespaard. De in verval geraakte kerk werd in 1968 gesloten en in 1978 verkocht aan de 'Stichting tot Behoud van de Petruskerk en omgeving Oud Sloterdijk'. In 1979 werd de kerk op de monumentenlijst geplaatst, waarna tussen 1980 en 1992 restauratie kon plaatsvinden.
Bij de indeling van Amsterdam in stadsdelen werd het dorp Sloterdijk in 1990 onderdeel van het stadsdeel Bos en Lommer (sinds 2014 stadsdeel West). Sindsdien is de gerestaureerde Petruskerk ook in gebruik als trouwlocatie. Te midden van de snelwegen, spoorlijnen en bedrijventerrein is deze historische locatie nog een kleine dorpse plek.

## Trivia
In 1811 huwden in de Petruskerk de grootouders van de schilder Vincent van Gogh.

## Galerij

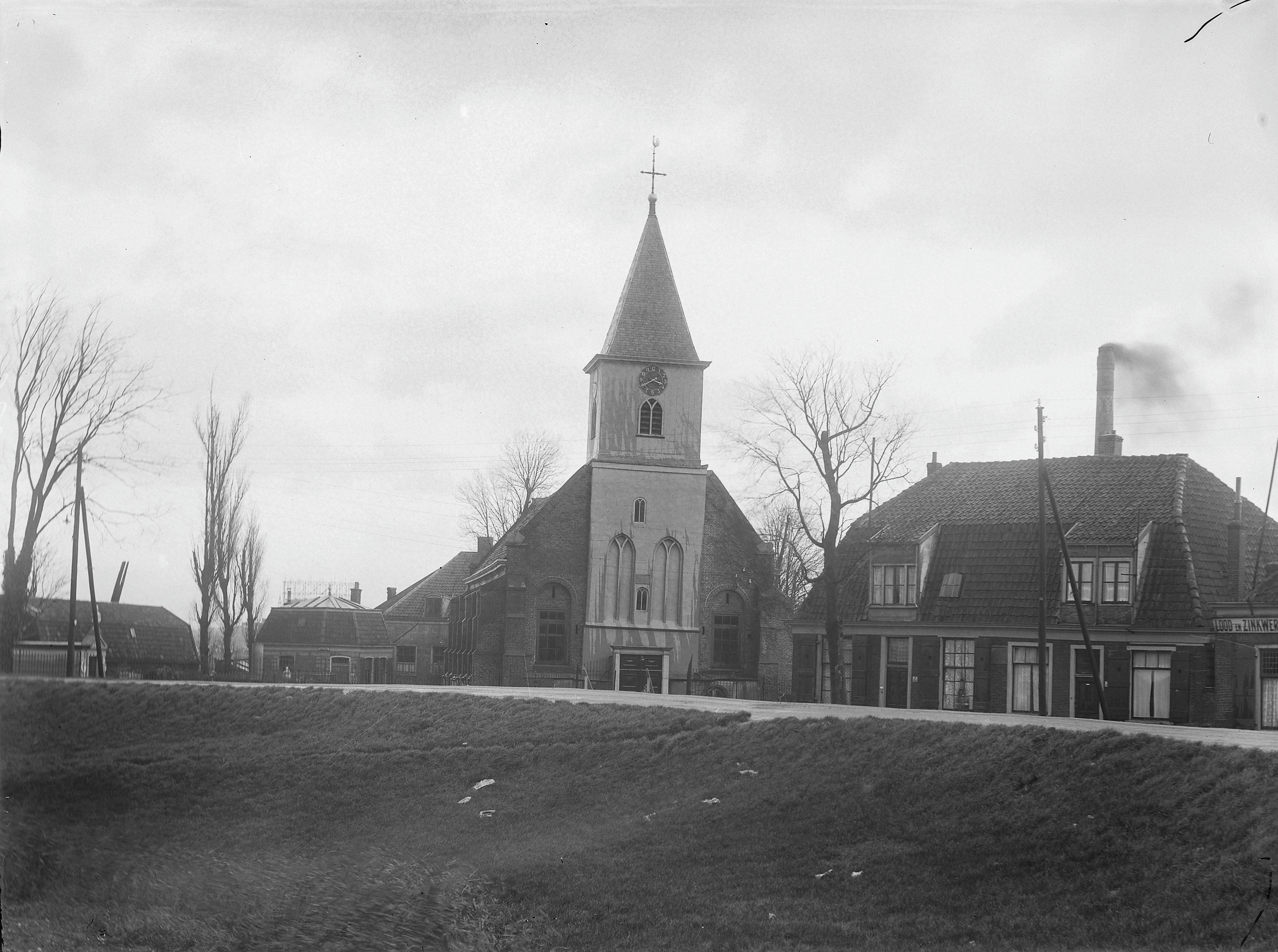
Overzicht van de westgevel met woningen nabij de omgeving van de kerk.
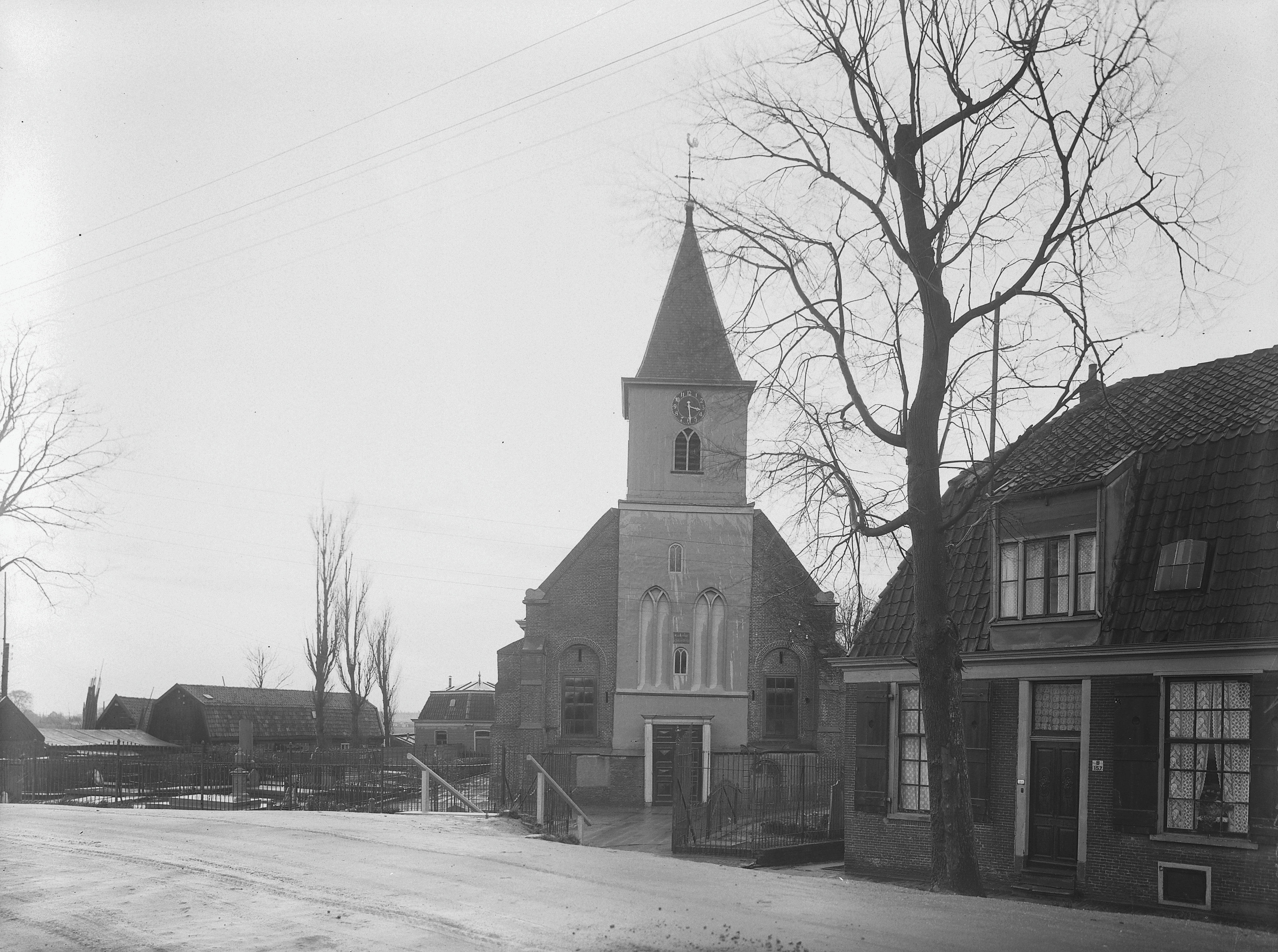
Overzicht van de westgevel met woningen nabij de omgeving van de kerk.
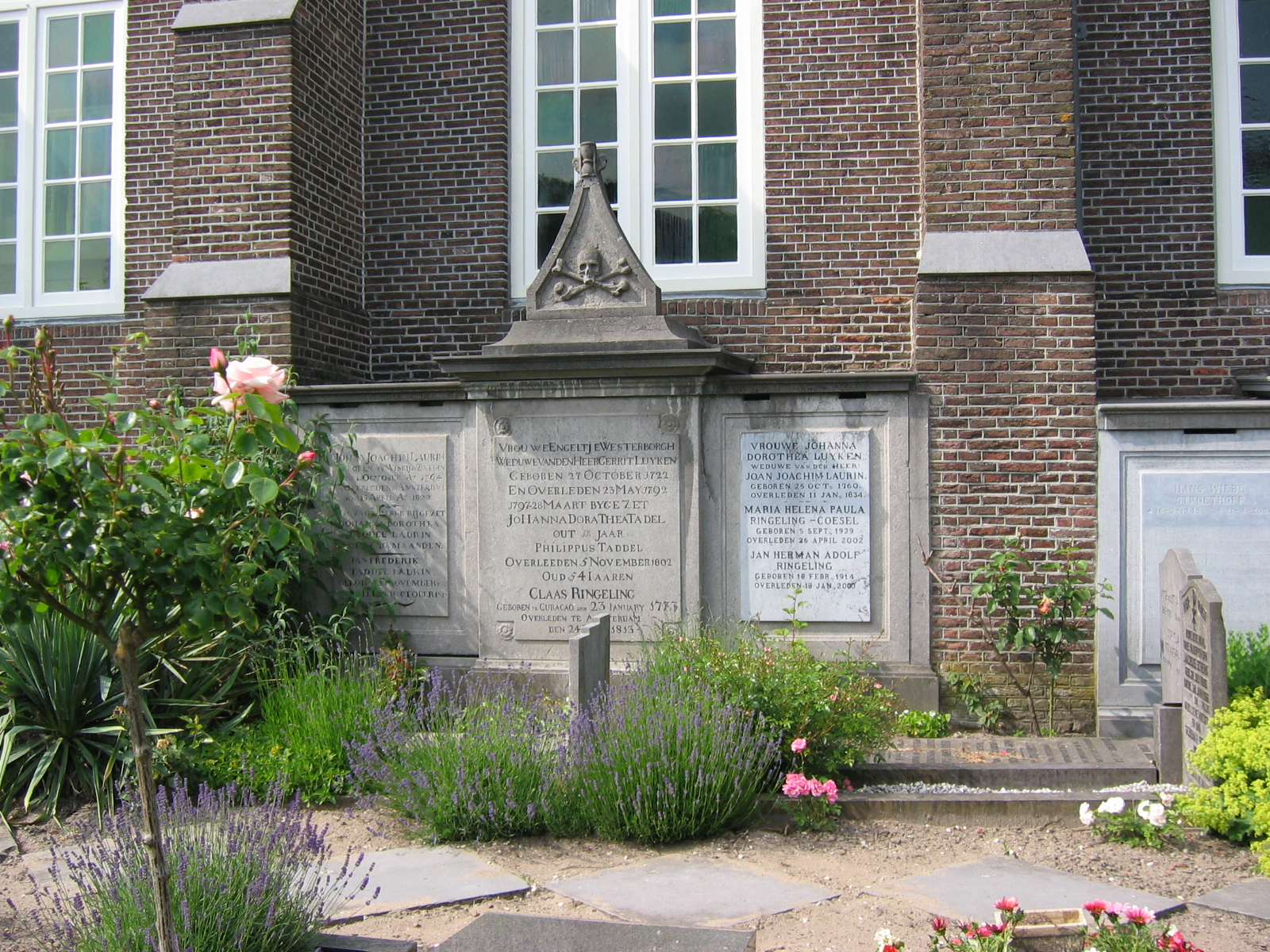
Grafmonumenten tegen de zijgevel van de Petruskerk; 2010.
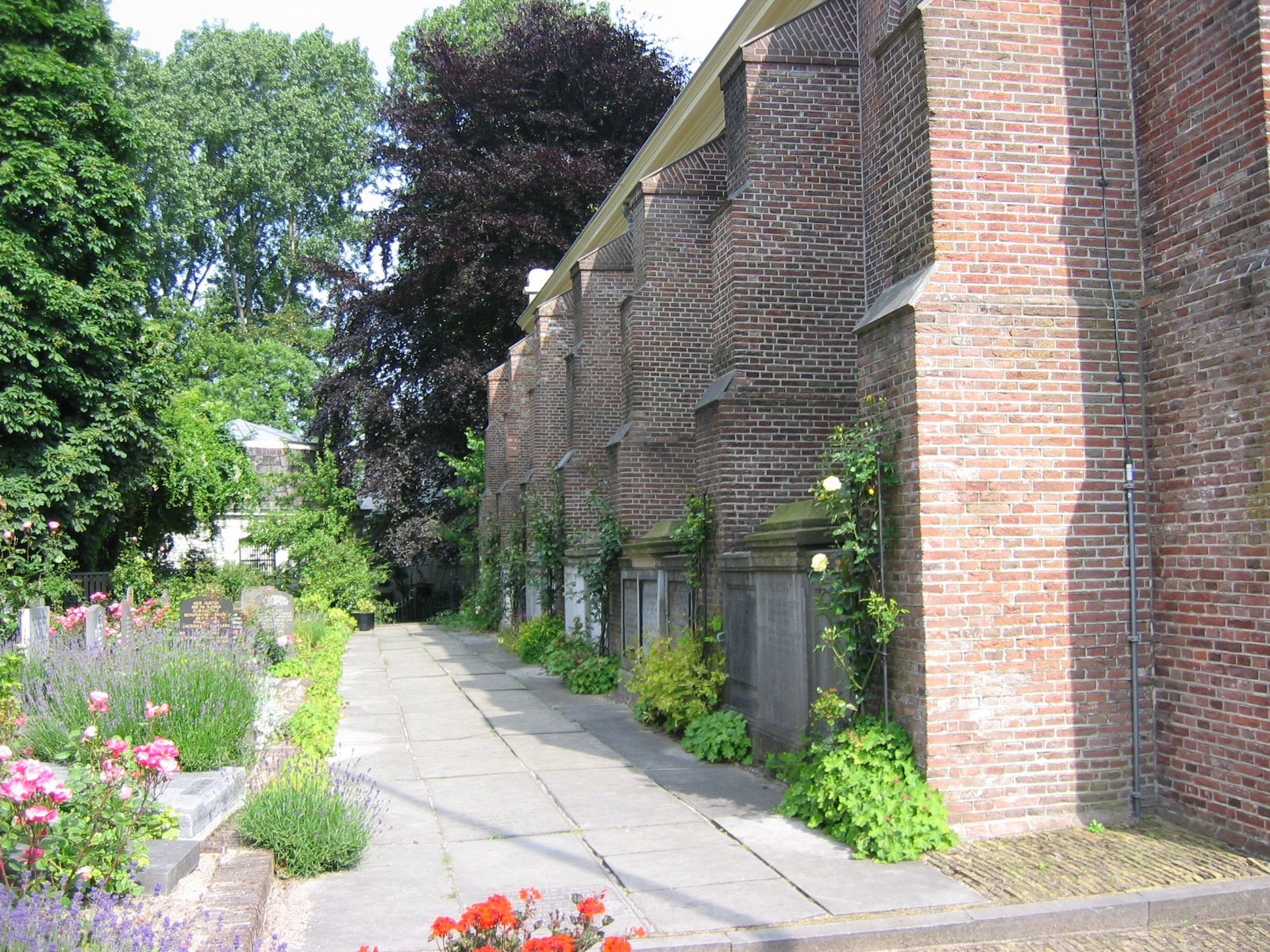
Grafmonumenten tegen de zijgevel van de Petruskerk; 2010.
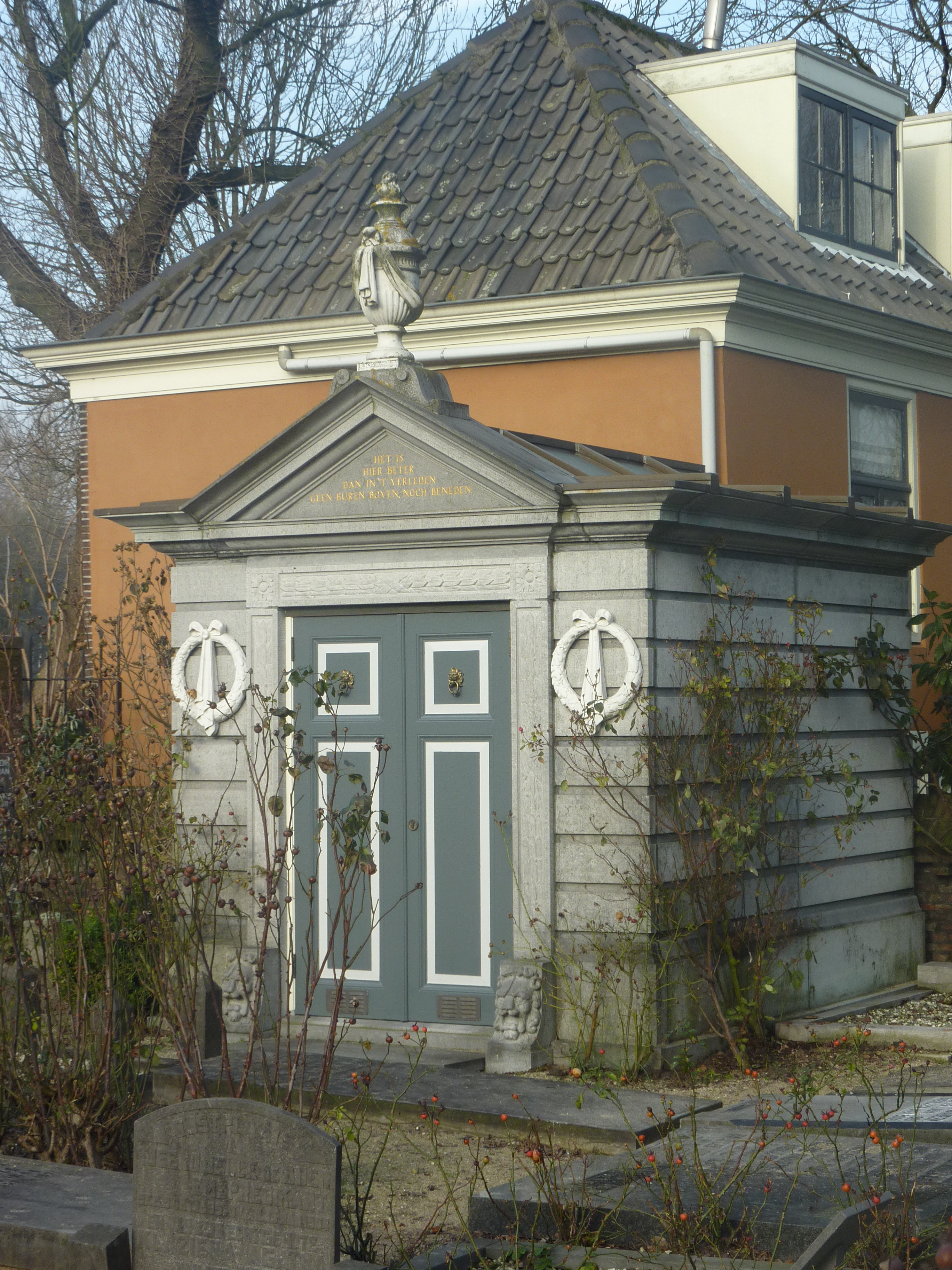
Monumentale Grafkamer bij de Petruskerk; 2010.